# Квинт Манлий Анкхарий Тарквиций Сатурнин
Квинт Манлий Анкхарий Тарквиций Сатурнин (на латински: Quintus Manlius Ancharius Tarquitius Saturninus) е политик на Римската империя по времето на император Нерон.
През юли и август 62 г. Квинт Манлий е суфектконсул заедно с Публий Петроний Нигер. През 72/73 г. той е проконсул на провинция Африка.